# 倉方秀憲
倉方 秀憲（くらかた ひでのり、1946年2月22日 - ）は、日本のフランス語学者。早稲田大学名誉教授。

## 人物
東京都出身。1968年、早稲田大学政経学部経済学科卒。1976年、同大学院文学研究科フランス文学専攻博士課程単位取得満期退学。フランス、モンペリエのポール・ヴァレリー大学（モンペリエ第3大学、Université Paul-Valéry-Montpellier-III）留学を経て、早大文学部助教授、同教授。

## 著書

### 単著
- 今すぐ話せるフランス語 聞いて・話して・覚える 入門編 ナガセ 1998.9 (東進ブックス)
- 今すぐ話せるフランス語 応用編 ナガセ 1999.4 (東進ブックス)
- 今すぐ話せるフランス語 自由自在編 ナガセ 2000.6 (東進ブックス)
- システマティックフランス語文法 4訂 早美出版社 2009.3
- 倉方フランス語講座1 文法 トレフル出版	2023
- 倉方フランス語講座2 語形成 トレフル出版	2024
- 倉方フランス語講座3 語彙と表現 トレフル出版	2024

### 共編著
- レールデュタン Thierry Troude 6版 早美出版社 1999.4
- ヌーヴォー・セラヴィ 1 Serge Giunta,Thierry Troude共編 早美出版社 2000.1
- プチ・ロワイヤル仏和辞典 改訂新版 東郷雄二、春木仁孝、大木充共編 旺文社 2000.10
- アラカルト Serge Giunta 2訂版 早美出版社 2002.3
- アレ・サンプルコミュニケーション Serge Giunta 3訂版 早美出版社, 2004
- セラヴィ 2 Serge Giunta,Thierry Troude 改訂5版 早美出版社, 2004.3
- フランス語コミュニケーション練習帳 3版 第三書房 2004.3
- セラヴィ 3 Thierry Troude 2訂 早美出版社 2006.3

## 参考
- J-GLOBAL
- http://www.waseda.jp/bun-bonjour/kurakata.html